# Horus' sønner
 Der er for få eller ingen kildehenvisninger i denne artikel, hvilket er et problem. Du kan hjælpe ved at angive troværdige kilder til de påstande, som fremføres i artiklen.

Horus’ sønner er en gruppe af fire guder i egyptisk religion.
Deres forældre er Horus og Isis.

## Beskyttede beskyttere
Horus’s sønner var beskyttere af kanopekrukkerne,
Men de blev også selv beskyttet af fire gudinder:
- Amset blev fremstillet som et menneske. Han beskyttede leveren og blev selv beskyttet af Isis.
- Hapi var en bavian, beskyttede lungerne og var selv beskyttet af Nepthys.
- Duamutef fremstod som en sjakal, beskyttede maven, og beskyttedes af Neith.
- Kebehsenuf blev fremstillet som en høg, beskyttede tarmen, og blev selv beskyttet af Selket.

## Horus’ sønner i populærkultur
Horus’ sønner er nævnt og optræder i videospillet Hexen II fra Raven Software. Her skal spilleren finde de fire kanopekrukker og placere dem i en grav for at åbne en passage og komme videre.
De har også optrådt i den lidet historisk korrekte skrækfilm Mumien, med Brendan Fraser i hovedrollen.